# 별자리에 따라 분류한 항성 목록
본 문서는 특정 별자리의 구역 내에 존재하는 항성들을 정리한 것이다.
항성들은 단 하나를 제외하고 모두 IAU 별자리에 속해 있다. IAU 별자리는 밤하늘을 88개 구역으로 세분하고 있다.
IAU 별자리에 속해 있지 않은 유일한 항성은 바로 태양이다. 태양은 황도를 따라 13개의 별자리를 거쳐 지나간다. 이 중 12개는 황도 12궁이며 나머지 하나는 뱀주인자리이다.

## 목록
| - 거문고자리 - 게자리 - 고래자리 - 고물자리 - 공기펌프자리 - 공작자리 - 궁수자리 - 그물자리 - 극락조자리 - 기린자리 - 까마귀자리 - 나침반자리 - 날치자리 - 남십자자리 - 남쪽물고기자리 - 남쪽삼각형자리 - 남쪽왕관자리 - 도마뱀자리 - 독수리자리 - 돌고래자리 - 돛자리 - 두루미자리 | - 마차부자리 - 망원경자리 - 머리털자리 - 목동자리 - 물고기자리 - 물뱀자리 - 물병자리 - 바다뱀자리 - 방패자리 - 백조자리 - 뱀자리 - 뱀주인자리 - 봉황자리 - 북쪽왕관자리 - 비둘기자리 - 사냥개자리 - 사자자리 - 살쾡이자리 - 삼각형자리 - 세페우스자리 - 센타우루스자리 - 시계자리 | - 쌍둥이자리 - 안드로메다자리 - 양자리 - 에리다누스자리 - 여우자리 - 염소자리 - 오리온자리 - 외뿔소자리 - 용골자리 - 용자리 - 육분의자리 - 이리자리 - 인디언자리 - 작은개자리 - 작은곰자리 - 작은사자자리 - 전갈자리 - 제단자리 - 조각가자리 - 조각칼자리 - 조랑말자리 - 직각자자리 | - 처녀자리 - 천칭자리 - 카멜레온자리 - 카시오페이아자리 - 컴퍼스자리 - 컵자리 - 큰개자리 - 큰곰자리 - 큰부리새자리 - 테이블산자리 - 토끼자리 - 파리자리 - 팔분의자리 - 페가수스자리 - 페르세우스자리 - 허큘리스자리 - 현미경자리 - 화가자리 - 화로자리 - 화살자리 - 황새치자리 - 황소자리 |

## 목록 등재 기준
- 겉보기 등급이 6.50보다 작은 별들 (맨눈으로 볼 수 있는 별들)
- 바이어 명명법 혹은 플램스티드 명명법에 의해 정의된 항성, 고유 명칭이 있는 항성들
- 중요한 변광성들 (변광성의 원형 별들, 흔치 않거나 중요한 별들)
- 태양에서 가까운 항성들
- 행성을 거느리고 있는 항성들
- 중요한 중성자별, 블랙홀 또는 다른 독특한 천체들

## 참고 문헌
- 천문 연감(The Astronomical Almanac, 2000)
- Roy L. Bishop, ed., The Observer's Almanac 1991, The Royal Astronomical Society of Canada.
- Burnham's Celestial Handbook: An Observer's Guide to the Universe Beyond the Solar System, Vols. 1, 2, 3 (Dover Pubns, 1978).
- N.D. Kostjuk, HD-DM-GC-HR-HIP-Bayer-Flamsteed Cross Index (2002) (CDS Catalogue IV/27).

## 같이 보기
- 별자리
- 항성 목록